# The Paper Dolls

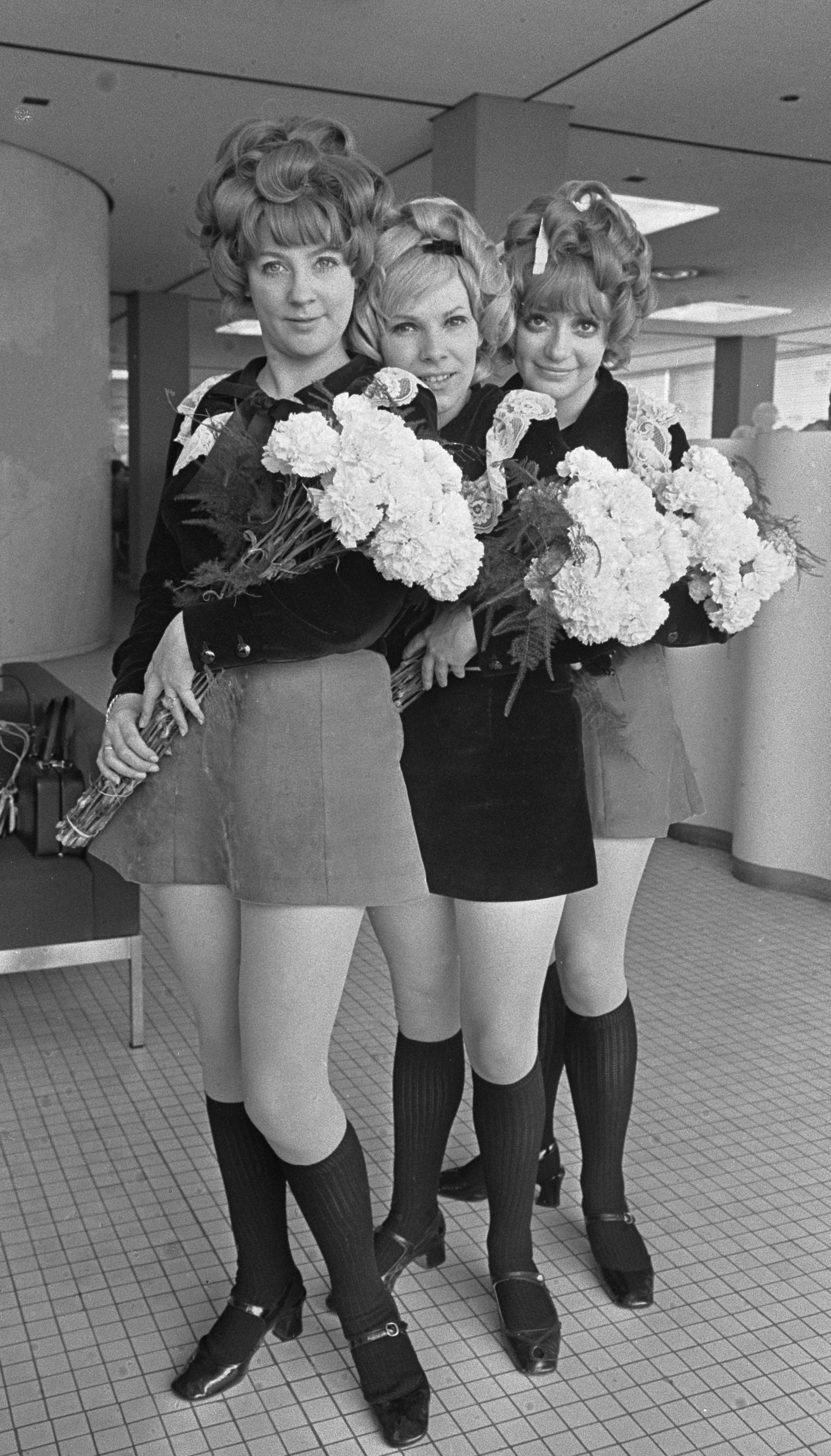
Die Paper Dolls am Flughafen Amsterdam Schiphol, 19. Juni 1968.

The Paper Dolls war eine britische Girlgroup der 1960er Jahre.

## Biografie
Die Gruppe bestand aus den Mitgliedern Susanne „Susie“ Mathis (* 29. April 1947) aus London, Pauline Bennett (* 28. Juli 1948) aus Bletchley und Susan „Sue“ Marshall (* 21. April 1948) aus Northampton. Die drei jungen Frauen lernten sich beim Tanzstudium an der Pitt-Draffen Academy of Dramatic Arts in Northampton kennen.
Anfang 1968 suchte der für die Plattenfirma Pye Records arbeitende Komponist Tony Macaulay (The 5th Dimension, The Hollies, Scott Walker) nach einer neuen Girlgroup für seinen Song Something Here in My Heart (Keeps A Tellin' Me No). Er ließ zahlreiche Mädchengruppen vorsingen. In die Endrunde kamen die Trios The Satin Bells und The Dolly Set. Er entschied sich für The Dolly Set, die in Paper Dolls umbenannt und bei Pye unter Vertrag genommen wurden. Die Single Something Here in My Heart (Keeps A Tellin' Me No) erschien im Februar 1968 und erreichte im Mai Platz 11 der britischen Single-Charts.
Es folgten Auftritte in Musiksendungen wie Top of the Pops in England und Beat-Club in Deutschland.
Die Paper Dolls waren eine der wenigen britischen Girlgroups der 1960er Jahre; dieses Phänomen war zu dem Zeitpunkt fast ausschließlich in den Vereinigten Staaten vorhanden. Die Gruppe dachte sich Choreografien zu ihren Liedern aus und gab sich Spitznamen: Susie Mathis war „Tiger“, Pauline Bennett war „Spyder“ und Sue Marshall war „Copper“. Dieses Prinzip wurde knapp 30 Jahre später durch die Spice Girls wiederholt.
Als zweite Single war zunächst das ebenfalls von Macaulay geschriebene Stück Build Me Up Buttercup geplant. Aufgrund eines Missverständnisses in der Terminplanung erschien die Gruppe aber nicht zur Aufnahmesession, sodass das Lied letztendlich an die Foundations ging, die damit Platz 2 der britischen Charts erreichten. Als zweite Single der Paper Dolls erschien stattdessen im Juni 1968 My Life (is in Your Hands), was sich nicht in den Charts platzieren konnte. Kurz danach erschien das einzige Album der Gruppe, Paper Dolls House, produziert von Tony Macaulay. Das Album enthielt eine Coverversion von Captain of Your Ship der US-Girlgroup Reparata & the Delrons, Move Over Darling von Doris Day sowie eine frühe Version von Any Old Time (You’re Lonely and Sad), was später ein Top-50-Hit für die Foundations wurde. Der Titel Step Inside Love wurde ebenfalls während der Sessions für das Album aufgenommen, erschien aber erst 2001 als Bonustitel auf der CD-Neuauflage des Albums.
Die dritte Single Someday erschien im November 1968 und verfehlte ebenfalls die Charts. Tony Macaulay verließ kurz danach Pye Records für Bell Records und die Paper Dolls wurden aus ihrem Vertrag entlassen. Es erschienen noch zwei Singles bei RCA Victor, My Boyfriend's Back (ein Cover der Angels; Februar 1970) und Remember December (Backing-Vocals: Brian Connolly; November 1970).
1971 veröffentlichte Sue Mathis als „Tiger Sue“ die Solo-Single Burn, Burn, Burn. Bennett und Marshall verließen nacheinander die Gruppe, die mit Neubesetzungen weitermachte und 1979 endgültig aufgelöst wurde.

## Diskografie

### Studioalben
- 1968: Paper Dolls House (Pye NSPL 18226)

### Singles
- 1968: "Something Here in My Heart (Keeps A Tellin' Me No)" / "All the Time in the World" (Pye 7N.17456)
- 1968: "My Life (is in Your Hands)" / "There's Nobody I'd Sooner Love" (Pye 7N.17547)
- 1968: "Someday" / "Any Old Time You're Lonely and Sad" (Pye 7N.17655)
- 1970: "My Boyfriend's Back" / "Mister Good Time Friday" (RCA 1919)
- 1970: "Remember December" / "Same Old Story" (RCA 2007)

### Extended Plays
- 1968: Something Here in My Heart: "Something Here in My Heart (Keeps A Tellin' Me No)", " All the Time in the World", "Darlin'", "House Party" (Pye PAT 54008)

### Compilations
- 2001: Paper Dolls House: The Pye Anthology (CMRCD 342)
- 2018: Something Here in My Heart (The Complete Recordings 1968–1970) (RPM Records Retro 997)